# Coelioxys genisei
Coelioxys genisei is een vliesvleugelig insect uit de familie Megachilidae. De wetenschappelijke naam van de soort is voor het eerst geldig gepubliceerd in 1991 door Toro & Fritz.